# Vyzitsa
Vyzitsa (Grieks: Βυζίτσα) is een dorp in Notio Pilio, Magnesia, Thessalië, Griekenland. Volgens de volkstelling van 2011 heeft het dorp 255 inwoners. Het is gebouwd op een hoogte van 493 meter op de hellingen van Pilion. Het is 29 km van Volos en 2 km van Milies. Het staat te boek als een traditionele nederzetting.

## Geschiedenis
Vyzitsa werd rond 1650 na Christus gesticht, door Epiroten, Moschopoliten, Arvaniten, Slaven en Vlachen. De eerste bewoners bestond naar schatting uit 30 families. De door hen gebouwde herenhuizen lagen dicht bij elkaar en waren vanaf de zee onzichtbaar. Ook werden twee tempels, straten, een plein en een school aangelegd. De teelt van de tarwe en granen vond plaats ten noorden van het dorp, in een gebied dat nu niet in gebruik is. Later kwamen er fruitbomen, wijnstokken en olijven en werden veeteelt en zijderupsenteelt ontwikkeld.
De lokale economie bleef afhankelijk van de landbouw tot de jaren 1950. De belangrijkste producten van de regio waren op dat moment  appels, peren, perziken, citroenen, amandelen, kastanjes, walnoten, olijven, thee en tijm, met olijfolie als belangrijkste inkomstenbron. Aan het begin van de 20e eeuw begon de bevolking van Vyzitsa af te nemen en werden de gebouwen van het dorp grotendeels verlaten. Vanaf de jaren vijftig werd toerisme een belangrijke bron van inkomsten. In 1967 werden het plein van het dorp en de omgeving tot monument verklaard. 
In 1883 werd Vyzitsa onderdeel van de gemeente Milea wat duurde tot 1912. In 1997, met het Kapodistriasprogramma van gemeentelijke herindeling, ging de gemeente weer onderdeel uitmaken van Milea. In 2010, na de nieuwe herindeling van het Kallikratisprogramma, kwam Vyzitsa te vallen onder de gemeente Notio Pilio.

## Bebouwing en architectuur
Het oorspronkelijke centrum van het dorp bevindt zich op het plein, terwijl in de 18e eeuw een tweede centrum werd gecreëerd rond de kerk Zoodochou Pigi. Het oudste deel van het dorp ligt ten westen van het plein. Nadat de dreiging door piraten afnam, breidde het dorp zich uit naar het oosten. Met de opening van de hoofdweg in de jaren 1970 volgde uitbreding naar het zuiden. In totaal staan er nu meer dan 300 huizen in Vyzitsa.
De traditionele gebouwen van Vyzitsa behoren tot de architectuur van Pilion. De meeste herenhuizen zijn gebouwd van lokale stenen en platen. Ze hebben binnenplaatsen, al dan niet ommuurd, en bijgebouwen zoals een huis voor de conciërge en een stal. De herenhuizen van Vyzitsa zijn meestal drie verdiepingen hoog en  hebben ongeveer een vierkante vorm. Ze hebben balkons en witte loggia's. De daken zijn gemaakt van houten balken met als laatste laag lokale leisteenplaten. De bovenverdieping wordt in de zomer gebruikt en heeft daarom veel ramen en geen open haard. De slaapkamers bevinden zich aan de noordkant en de woonkamers aan de zuidkant.
Tegenwoordig zijn de herenhuizen die worden bewoond zodanig gerestaureerd dat hun oorspronkelijke structuur bewaard is gebleven, hoewel de individuele ruimtes hun functie hebben verloren. Verschillende onderdelen zijn  verdwenen of worden alleen gebruikt voor decoratieve doeleinden. Sommige huizen combineren architecturale elementen van traditionele, neoklassieke en barokke architectuur, met soms felle kleuren en sierlijke buitendecoraties. 

## Inwoners
| Jaar | Inwoners |
| ---- | -------- |
| 1981 | 169      |
| 1991 | 295      |
| 2001 | 277      |
| 2011 | 255      |